# Donna Cruz
Donna Cruz (* 14. Februar 1977 in Manila) ist eine philippinische Sängerin und Schauspielerin.

## Leben
Cruz begann ihre Karriere 1988 mit dem Gewinn des Talentwettbewerbes Bulili Bagong Kampeon. Daraufhin wurde sie eingeladen, die Philippinen beim Mermaid International Children’s Song Festival in Hiroshima zu vertreten.
Im Alter von 13 Jahren unterzeichnete sie ihren ersten Plattenvertrag. Ihr Debütalbum Donna erreichte in ihrem Heimatland zweifachen Platinstatus. Cruz wurde mit dem Awit Award als beste Nachwuchskünstlerin ausgezeichnet.
Bislang veröffentlichte Cruz neun Alben. Ihr erfolgreichstes ist Habang may buhay, das 1995 mit Vierfachplatin ausgezeichnet wurde.
Auf Vorschlag ihrer Plattenfirma trat Cruz 1991 erstmals als Schauspielerin in einem Film auf. Es folgten weitere Komödien. 1995 wurde sie auf dem Metro Manila Filmfestival für ihre Rolle in dem Kinohit Muling umawit ang puso als beste Nebendarstellerin ausgezeichnet.
Einen weiteren Kinoerfolg landete sie 1997 an der Seite von Jason Everly in dem Spielfilm Isang tanong, isang sagot.